# Idea hertha
Idea hertha är en fjärilsart som beskrevs av Hans Fruhstorfer 1903. Idea hertha ingår i släktet Idea och familjen praktfjärilar. Inga underarter finns listade i Catalogue of Life.